# Chrysobothris yunnanensis
Chrysobothris yunnanensis es una especie de escarabajo del género Chrysobothris, familia Buprestidae. Fue descrita científicamente por Théry en 1940.